# Stazione di Tårnby
La stazione di Tårnby (in danese Tårnby Station, è una stazione ferroviaria della Regione di Copenaghen in Danimarca. La stazione è gestita da Danske Statsbaner.
Lungo la linea ferrovaria si trova tra la stazione di Ørestad e la stazione di Copenaghen Aeroporto.